# Épave Lapuri
L'Épave Lapuri (en finnois Lapurin hylky) est une épave de bateau viking découverte  en 1976, proche de l'île Lapuri à Virolahti dans le Golfe de Finlande.
Le Bateau de Lapuri nommé Lapuri 1   a été daté ,avec quelques incertitudes, de la seconde moitié du XIIIe siècle (1250-1300). Proche de celui-ci, une seconde épave nommée Lapuri 2  a été découverte.

## Découverte
L'épave a été découverte lors d'une plongée sous-marine en 1976. L'année suivante, l'épave a été étudiée sur le plan archéologique mais n'a pas été relevée. Seule une pierre du ballast a été extraite pour une analyse géologique. La datation par le carbone 14 donne des écarts entre 1010 et 1090 (avec une erreur de ± 90 ans).
En 1978, le bateau a été photographié et la documentation complétée. Par la suite, différentes visites sur le site ont eu lieu. En 1985, le site archéologique a été endommagé par un plongeur amateur qui a pris une partie des pierres.
En 1992-93, de véritables études archéologiques ont été effectuées sous les auspices du Musée maritime de Finlande. Toutes les pierres ont été retirées de l'épave et disposées à côté. Les sédiments ont été enlevés des pièces de bois pour en faire les croquis et les filmer. Puis, l'épave a été recouverte d'un tissu et d'une épaisse couche de sable pour la protéger.
En 1998, neuf échantillons des bois ont été remontés pour subir une examen de dendrochronologiequi donnèrent des résultats peu probants. Les poteries extraites sur le site viennent de Rhénanie de la période 1220-1295.
La bateau de Lapuri serait donc un bateau de type viking par sa tradition de construction mais après l'âge des Vikings.

## Le bateau
L'épave du bateau de Lapuri semble s'être écrasé sur le côté bâbord à cause du poids des 268 pierres pesant un total de 1.400 à 2.000 kg. Ce qu'il reste des pièces de bois mesure 9,8 m de long sur 3,30 m de large. Le profil de carène est en T  de 7,02 m et les planches sont relativement minces et clouées entre elles par chevauchement (en bordages à clin) avec un calfeutrage en laine de mouton. Divers objets ont été retrouvés : des poteries, une pierre à aiguiser, des objets en bronze...
Les scientifiques en sont venus à la conclusion que les pierres ont été chargées dans le bateau pour qu'il reste au fond de la mer. 

## Les constructions de répliques
- La première réplique a été réalisée entre 1991-93 à Replot. Elle porte le nom de Rus et mesure 12 mètres de long et 3 mètres de large. En 1994, lors d'une traversée vers la Lettonie, le bateau a fait naufrage .
- La seconde réplique a été réalisée durant l'hiver 1995-96. Il a été nommé Heimløsa Rus [3] et lancé durant l'été 1996. Divers voyages ont été entrepris avec celui-ci : Mer Baltique au Danemark, Mer du nord à l'Angleterre et la France pour rejoindre la mer Méditerranée et la Turquie (1998) et la mer Noire Rostov (1999). Le bateau est revenu par transport routier à Vyborg pour reprendre sa navigation dans le golfe de Finlande jusqu'à Sipoo. Le navire est maintenant la propriété du Pohjanmaan museo de Vaasa où il est exposé dans la cour.
- La troisième réplique se nomme Sotka [4] et a été réalisée en 1997 par l'association Viikinkiajan Laiva ry  a été lancée en 1999 à Vuosaari (Helsinki).
- La quatrième réplique a été construite par un institut artisanal de Mynämäki et porte le nom d'Helga. Elle se trouve au vieux château de Lieto.